# Homopus boulengeri
Homopus boulengeri là một loài rùa trong họ Testudinidae. Loài này được Duerden mô tả khoa học đầu tiên năm 1906.